# Église Saint-Pallais de Saint-Palais-sur-Mer
 (décembre 2019).
L’église Saint-Pallais est l'église paroissiale de la ville de Saint-Palais-sur-Mer, dans le département de la Charente-Maritime.
Construite au début du XXe siècle, elle remplace la vieille-église Saint-Pallais, jugée alors trop exigüe.
Elle reprend le nom de l'ancienne église qui le doit à un évêque de Saintes du VIe siècle, Palladius.
Cette église de style néo-roman est édifiée entre 1909 et 1911 sous l'impulsion de l'abbé Léon Gerbier et sous la direction de l'architecte Georges Naud, afin de remplacer l'ancienne église située quelques mètres plus loin, devenue insuffisante à la pratique du culte.
Le sanctuaire, très simple, est en forme de croix latine. Il comporte une nef de quatre travées, un large transept et un chevet plat percé de trois baies agrémentées de vitraux réalisés par le maître-verrier bordelais Gustave-Pierre Dagrant. Ces vitraux représentent saint Pierre et saint Simon, encadrant le saint patron de l'église, saint Pallais, douzième évêque de Saintes au VIe siècle. D'autres vitraux de même facture ornent les croisillons, tandis que ceux de la nef portent la signature du maître-verrier Van-Guy.
L'intérieur de l'édifice est entièrement charpenté, et quelques sculptures agrémentent certains chapiteaux.
La façade comporte un portail en plein cintre à six voussures encadré de deux arcades aveugles, dans un style évoquant le style roman saintongeais.
Le clocher se limite à un orifice percé au sommet de la façade.